# Rosemary Harris

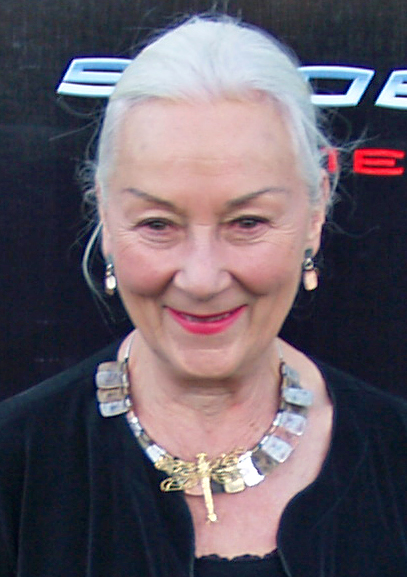
Rosemary Harris (2007)

Rosemary Ann Harris (ur. 19 września 1927 w Ashby) – angielska aktorka teatralna, filmowa i telewizyjna. Nominowana do Oscara za drugoplanową rolę w filmie Tom i Viv (1994). Laureatka m.in. Tony (1966), Primetime Emmy Award (1976) i Złotego Globu (1978).

## Filmografia
- Beau Brummell (1954)
- A Flea in Her Ear (1968)
- Notorious Woman (BBC)
- Holocaust (1978)
- Chłopcy z Brazylii (1978)
- The Chisholms (1979 and 1980) as Minerva Chisholm
- Crossing Delancey (1988)
- The Bridge (1992)
- Tom i Viv (1994)
- Death of a Salesman (1996)
- Looking for Richard (1996)
- Hamlet (1996)
- Sunshine (1999)
- Dotyk przeznaczenia (2000)
- Blow Dry (2001)
- Spider-Man (2002)
- Spider-Man 2 (2004)
- Julia (2004)
- Spider-Man 3 (2007)
- Nim diabeł dowie się, że nie żyjesz (2007)
- Is Anybody There? (2009)
- A więc wojna (2012)